# Giusy Buscemi

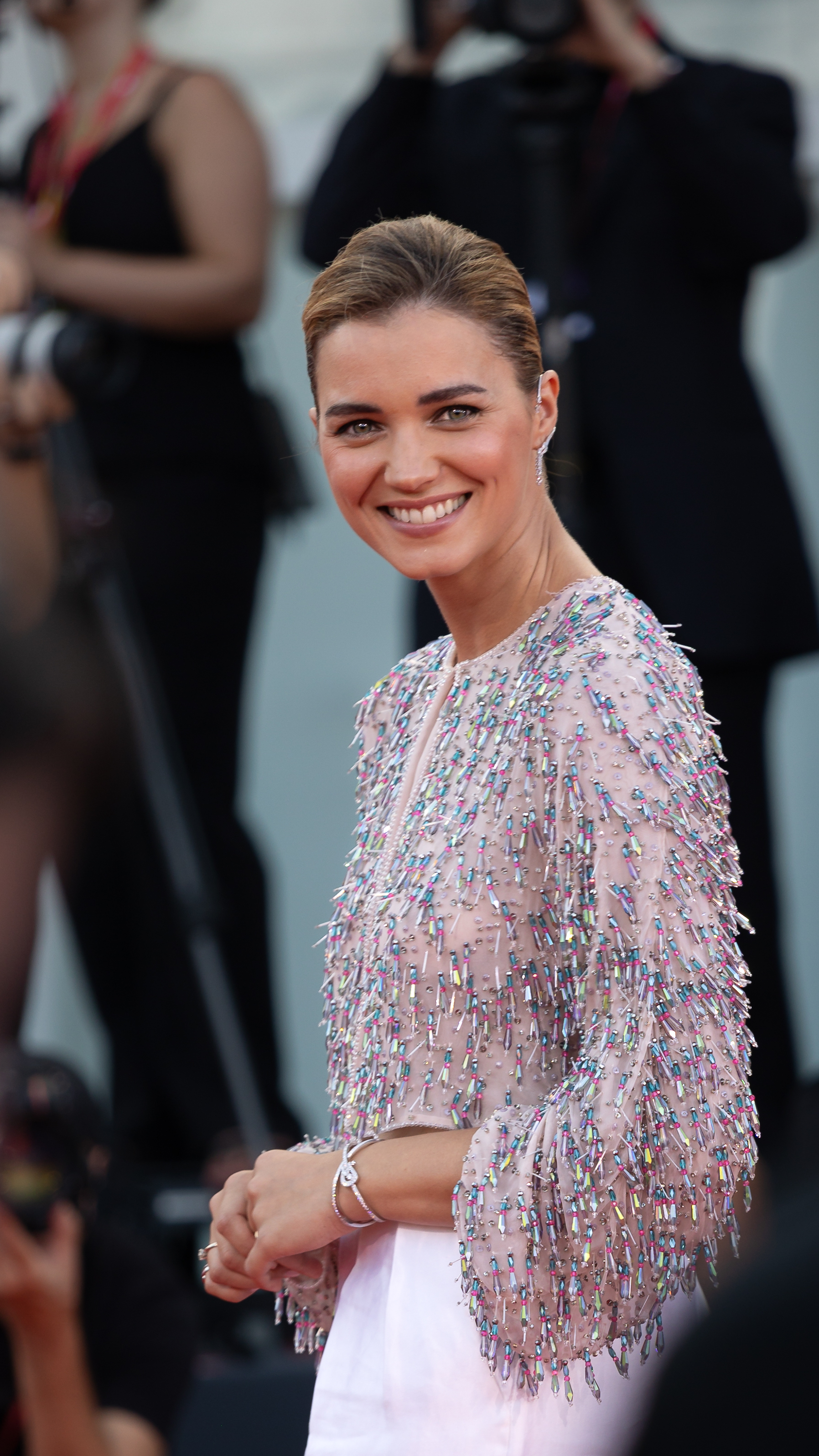
Giusy Buscemi (2024)

Giuseppina Buscemi (* 13. April 1993 in Mazara del Vallo) ist eine italienische Filmschauspielerin, die 2012 Miss Italien war.

## Leben
Giusy Buscemi wurde auf Sizilien geboren. Zum Studium an der Universität La Sapienza kam sie nach Rom. 2012 wurde sie zur Miss Italien gekürt und hatte auch in jenem Jahr ihren ersten Filmauftritt. 2015 spielte sie in der Serie Die Bergpolizei – Ganz nah am Himmel als „Manuela Nappi“. Ab 2015 spielte sie als „Teresa Iorio“ in der Soap-Opera Il paradiso delle signore.

## Filmografie (Auswahl)
- 2012: Baci Salati
- 2014: Fratelli unici
- 2014: Don Matteo (Fernsehserie, 2 Folgen)
- 2014: La bella e la bestia (TV-Zweiteiler)
- 2015: Die Bergpolizei – Ganz nah am Himmel (Un passo dal cielo, Fernsehserie, 9 Folgen)
- 2015–2017: Il paradiso delle signore (Fernsehserie, 40 Folgen)
- 2016: Die Medici (I Medici, Fernsehserie, 2 Folgen)
- 2017: Morgen ist Schluss – Masterclass (Smetto quando voglio – Masterclass)
- 2017: Morgen ist Schluss – Ad honorem (Smetto quando voglio – Ad honorem)
- 2018: Arrivano i prof